# Carlo Curti
Carmine Antonio Curti, noto come Carlo o Carlos Curti (Gallicchio, 8 maggio 1859 – Città del Messico, 8 maggio 1922), è stato un mandolinista e compositore italiano.
Emigrato negli Stati Uniti, contribuì a popolarizzare il mandolino nella società americana e fondò nel 1884 una delle orchestre messicane più antiche, l'Orquesta Típica Mexicana. Sotto la sua direzione, l'orchestra rappresentò il Messico al Cotton Centennial Exhibition di New Orleans, Louisiana.
Curti e la sua banda indossarono il tipico charro messicano, diffondendo il valore patriottico tra le bande mariachi  (generalmente represse dalle elite sociali), che iniziarono ad indossare di conseguenza lo charro esprimendo orgoglio di essere messicani.
L'Orquestra Típica Mexicana di Curti è stata definita come "precorritrice dei gruppi Mariachi."
Curti fu anche compositore, xilofonista, violinista, autore di un metodo sul mandolino, insegnante presso il Conservatorio Nacional de Música di Città del Messico e direttore dell'Orchestra Waldorf-Astoria di New York.
Noto anche come compositore di zarzuelas e musica da ballo, tra i suoi componimenti più celebri vi sono "La Tipica" e "Flower of Mexico". Suo fratello Giovanni "Juan" Curti fu arpista e membro della sua orchestra.

## Biografia

### Inizi
Curti nacque a Gallicchio, provincia di Potenza ed emigrò negli Stati Uniti in giovane età. Egli vide l'opportunità di imitare uno dei gruppi più in voga all'epoca, Estudiantina Figaro (noto anche come Estudiantina Figueroa o "Spanish Students"), formato da musicisti spagnoli di bandurria che era in tournée negli Stati Uniti. Grazie alla sua esperienza nel business dello spettacolo, Curti approfittò del fatto che il popolo statunitense non vedeva differenza tra italiani e spagnoli, ispanizzò il suo nome in "Carlos" e creò un gruppo simile a "Spanish Students" (sfruttandone persino il nome durante le loro prime esibizioni), composto da suonatori di mandolino italiani, strumento allora praticamente sconosciuto negli Stati Uniti e che poteva essere confuso con la bandurria. Il gruppo, che in seguito cambiò il nome in "Roman Students", generò un enorme interesse pubblico per uno strumento perlopiù ignoto negli Stati Uniti.

### Orquesta Típica Mexicana

#### 1884

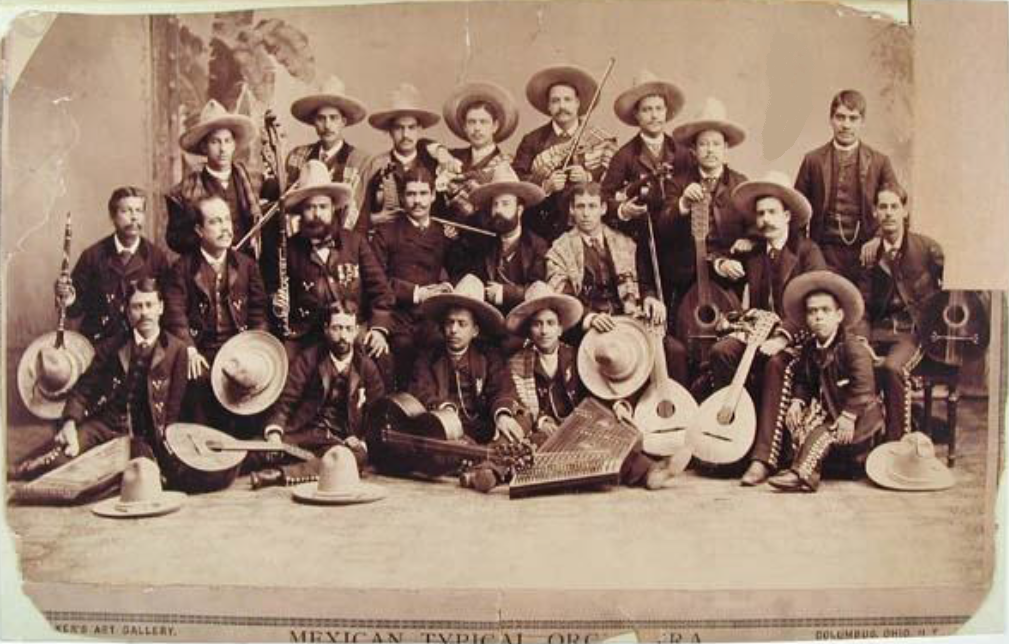
Orquesta Típica Mexicana circa 1885. Curti è stato identificato con il musicista a destra con il bandolón rivolto verso di sé

Benché originariamente concepita da due futuri membri della banda di Curti: il musicista di salterio Encarnación García e dal suonatore di bandolón Andrés Díaz de la Vega, fu lo stesso musicista lucano a concretizzare la nascita della Orquesta Típica Mexicana nell'agosto 1884. In principio, essa comprendeva 19 musicisti perlopiù provenienti dal Conservatorio Nacional de Música:
- Flauto. Anastasio Meneses.
- Arpa. Juan Curti.
- Salterio. Maria Encarnación García e Mariano Aburto (García suonava un salterio a 99 corde simile ad un dulcimer).[19][20]
- Primi bandolón. Andrés Díaz de la Vega. Pedro Zariñana, Mariano Pagani y Apolonio Domínguez. (I Bandolón avevano la forma di una cetra o bouzouki con 18 corde.
- Secondi bandólon. Vidal Ordaz, Vicente Solís y José Borbolla.
- Chitarra. Pantaleón Dávila and Pedro Dávila.
- Violino. Antonio Figueroa and Enrique Palacios.
- Viola: Buenaventura Herrera.
- Violoncello. Rafale Galindo and Eduardo Gabrielli.
- Xilofono. Carlos Curti.

### Primo concerto

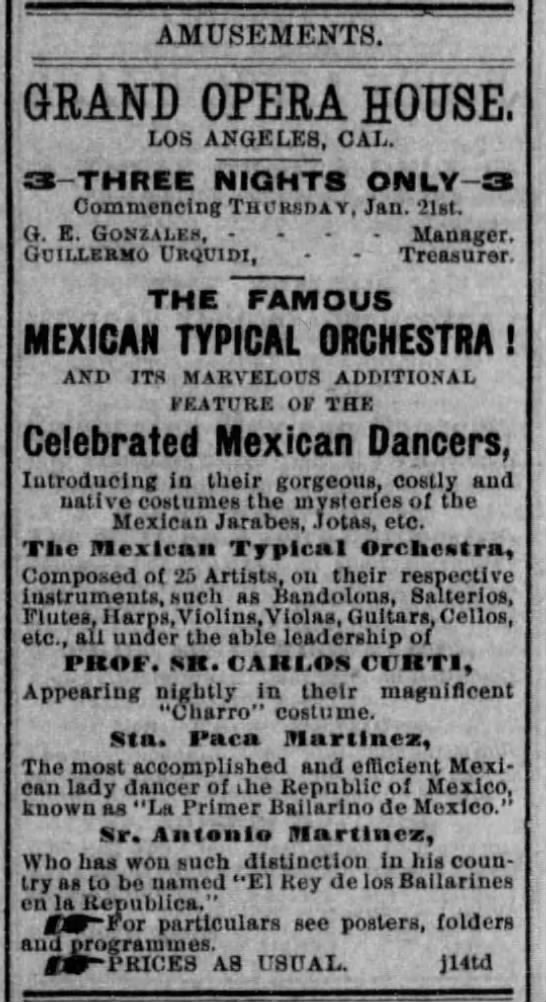
Manifesto pubblicitario dellOrquesta Típica Mexicana dal Los Angeles Herald, 21 gennaio 1886.

L'orchestra di Curti debuttò il 20 settembre 1884 in un concerto privato presso il Teatro de la Orquesta del Conservatorio ed il suo repertorio comprendeva brani come "Raymond" di Ambroise Thomas, "Norma" di Vincenzo Bellini, "Tanhäuser" di Richard Wagner,  "Los Ecos" di Encarnación García e "Aires Nacionales Mexicanos" (brani nazionali messicani) di Curti. Al concerto assistette il generale e presidente messicano Porfirio Díaz, che denominò il gruppo "Orquesta Típica Mexicana". Díaz, impressionato dalla performance e in particolare dagli "Aires Nacionales Mexicanos" di Curti, ebbe interesse nel sostenere il gruppo, poiché durante le elezioni i suoi avversari politici sfruttarono la musica popolare come propaganda contro di lui.

### Esibizioni
L'orchestra organizzò tournée in Messico, Stati Uniti e Europa Si esibì al Teatro Arbeu di Città del Messico in una esibizione dedicata alle colonie straniere e agli studenti messicani. Negli anni il gruppo suonò all'"Universal Exhibition" di New Orleans, continuando per New York e altre città americane. Altre esibizioni avvennero a Zacatecas, poi ancora negli Stati Uniti, Canada e Cuba ritornando a Città del Messico nel luglio 1887. L'orchestra si sciolse a Puebla e i suoi musicisti tornarono alle loro attività accademiche presso il conservatorio messicano.

### L'orchestra dopo Carlo Curti
Nel 1901 l'Orquesta Típica Mexicana troverà un nuovo leader in Juan Velázquez, che militò con Curti durante il suo secondo tour. e in seguito sostituito da Miguel Lerdo de Tejada che la condusse con il nome Orquesta Típica Lerdo. L'orchestra, tuttora in attività, venne dichiarata "Patrimonio Culturale Immateriale della Capitale" del Messico il 31 maggio 2011.

### Ultimi anni
Curti fondò altre orchestre, la Circo Orrín e la Orquesta Mexicana Curti con la quale realizzò alcuni dischi per la Columbia Records nel 1905, 1906 e 1912. Agli inizi del novecento, fu direttore dell'Orchestra Waldorf-Astoria per un certo periodo. Gli ultimi anni furono tristi: ebbe problemi finanziari, perse il posto presso il Waldorf-Astoria e sua moglie Carmen si tolse la vita il 28 gennaio 1914. Dopo aver vissuto a New York, Curti tornò a Città del Messico dove si suicidò nel 1922.

## Pubblicazioni

### Partiture

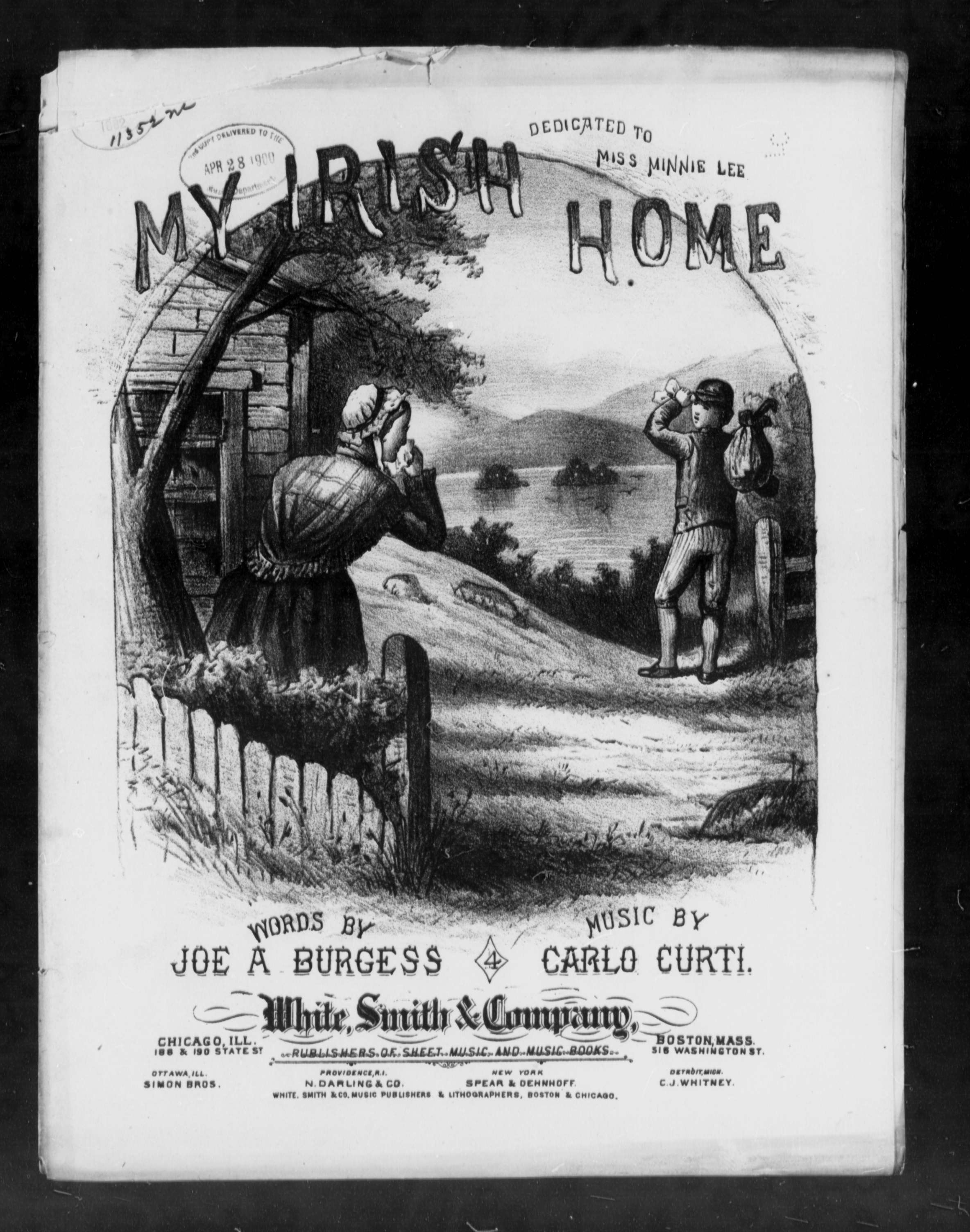
Partitura di My Irish Home, 1882.

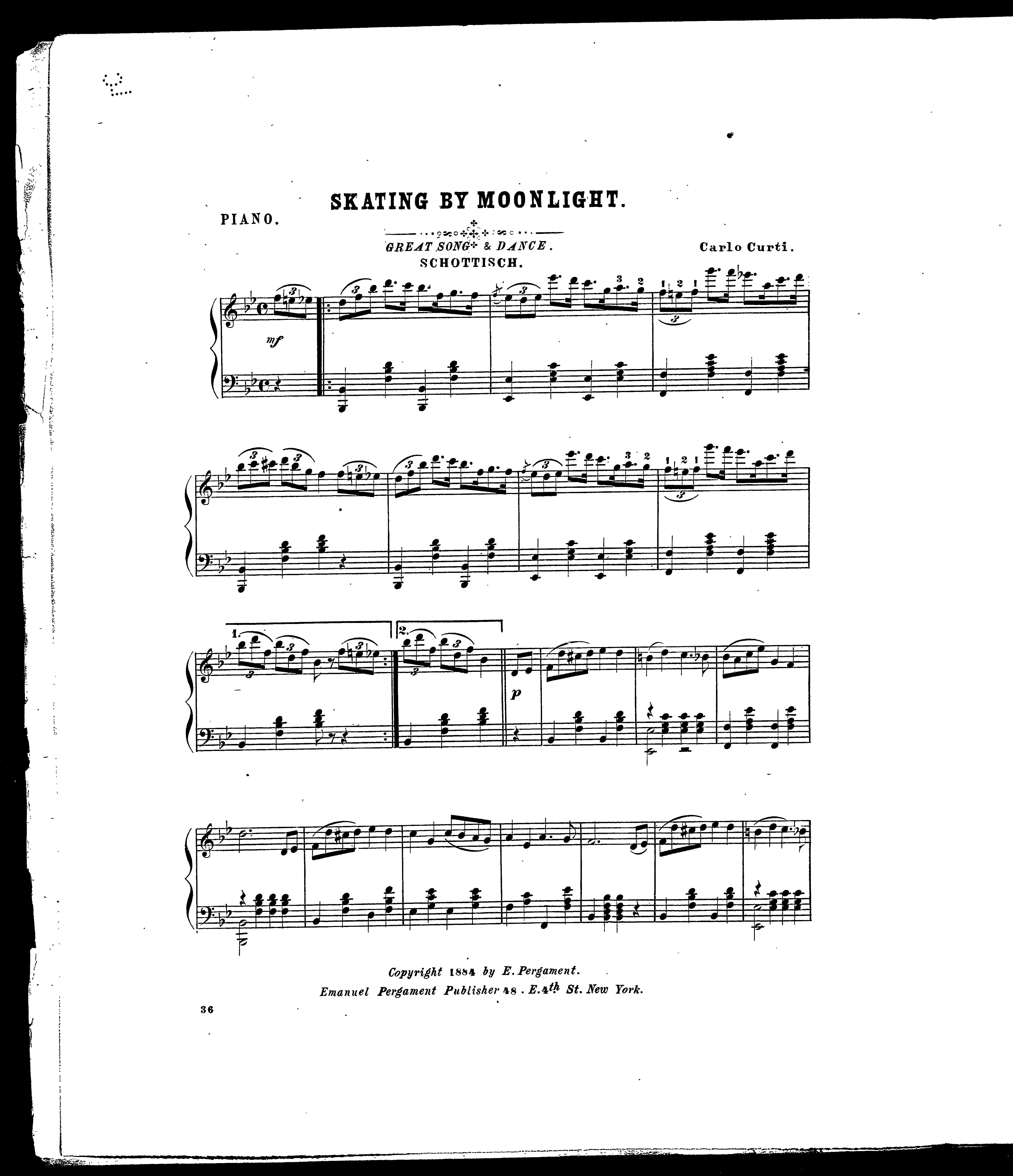
Partitura di Skating by Moonlight per piano, 1884.

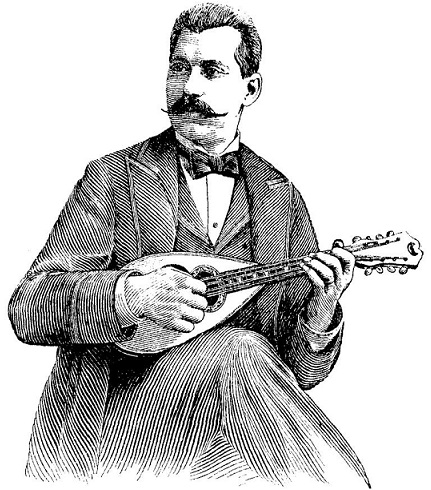
Ritratto di Carlo Curti dal suo libro Complete Method for the Mandolin, 1896.

- My Irish Home. Words by Joe A. Burgess. (Agosto, 1892)[24]
- La Tipica. Polka. (1895)
- Florera. Polka. (1891)
- Nueva Espana. (1894)
- Una boda en Santa Lucia. (1894)
- La patria. Military march. (1895)
- Merci. Gavotte. (1896)
- El Gondolero. Waltz, (1896)
- Serenate. (1897)
- Siempre alegre. Polka, (1897)
- Il n'y a pas de quoi. Welcome. Schottische. (1897)
- La cuarta plana. (1899)
- Los de abajo. (1899)
- El novio de Tacha. (1900)
- Benedictina, en "La cuarta plana". Gavota. (1901)
- Bolero, en "La cuarta plana". (1901)
- Diablito. Polka. (1901)
- Nemrod, rey de Babilonia. Operetta. Sala Wagner, (1901)
- Saravia, danza en la zarzuela La cuarta plana. (1901)
- Tango, danza en la zarzuela "La cuarta plana". (1901)
- Under the Bamboo Tree. Mandolin duo. Arranged by Carlo Curti (1902)[25]
- While the Convent Bells Were Wringing. Mandolin duo. Arranged by Carlo Curti (1902)[25]
- Queen of the ball. Waltz. (1905)
- Flower of Mexiko. Intermezzo. (1904)
- Maesmawr. Valse lente. (1905)
- The matador. March and two-step, (1905)
- Blue ribbon. Two-step patrol. (1906)
- Rosita. Valse romantique. (1907)
- Notturno in D. Violin and piano. (1908)
- Petit bijou (Little jewel). Gavotte. (1908)
- Chimes of old Cornell. (1917)
- Visions of love (Visione d'amore). Waltz. (1928)
- Angela. Schottische.
- Bogando. Barcarola, en la pantomima acuatica "Una boda en Santa Lucia".
- Brisa. Valse.
- Champagne. Polka en la pantomima Una boda en Santa Lucia.
- Constanza. Mazurka.
- Dias felices. Schottische.
- Entre amigos. Polka.
- Fregoli. Polka.
- Gondolero. Vals.
- Ilusiones. Vals.
- Juego hidraulico. Vals
- Lamentos.
- Lluvia de rosas. Vals.
- Lola. Polka.
- Maria Enriqueta. Danza.
- Merci! Schottische.
- Momna. Mazurka..
- Monica. Mazurka.
- Mundo ilustrado, en la zarzuela La cuarta plana). Vals.
- Nueva Espana. Pasa-calle.
- Otilia. Polka.
- Pan American-Marsch.
- Pas de quoi! Schottische.
- Polka militar.
- Predilecta. Vals.
- Recuerdos. Mazurka.
- Teresa. Gavotta.
- Tus ojos. Schottische.
- Xylosono. Polka.
- Album de Mexico. Coleccion de 10 piezas celebres para mandolina y piano con 2.

### Discografia
Victor Records
- Saravia, Antonio Vargas, 1902
- The flower of Mexico, Arthur Pryor's Band, 1904
- Tipica polka, W. Eugene Page ; D. F. Ramseyer, 1909
- Blue ribbon, Conway's Band, 1914
- La tipica, Trio Romano[ i.e., Cibelli's Neapolitan Orchestra], 1921
- La cuarta plana, Banda de Zapadores, 1905
- La cuarta plana, Trío Arriaga, 1905
- Canción de la saravia, Esperanza Iris, 1906

Columbia Records
- Estudiantina Walzer by Waldteufel with the Columbia Orchestra, with Kastagnetten; La tipica polka by Carlo Curti with the Orquesta Espanola[26]
- La Tipica, F Lahoz; Carlos Curti; Curti's Band.; Banda Española, 1910[27]

#### Cover
- La Tipica fu reinterpretata da Flaco Jiménez (1988),  Nashville Mandolin Ensemble (1997) e Milwaukee Mandolin Orchestra (2007).